# Access Linux Platform
Pour les articles homonymes, voir Access et ALP.
ACCESS Linux Platform (abr. ALP) est un système d'exploitation pour téléphone mobile créé par ACCESS CO. LTD en mai 2007 dans le but de succéder à Palm OS,. Il est fondé sur un noyau Linux et utilise la bibliothèque GTK,.
ALP est destiné à des appareils mobiles (PDA, smartphones) ainsi qu'aux appareils des fournisseurs d'accès Internet (les "box"),. Il assure une compatibilité avec les applicatifs Palm de versions précédentes et offre une nouvelle interface native dénommée MAX,.
Il utilise entre autres :
- X Window ;
- Gstreamer ;
- Java ;
- OpenSSL ;
- SQLite ;
- BlueZ.